# Championnat d'Iran de football
Le championnat d'Iran de football, dénommé Ligue Pro Iran jusqu'en 2006, (en persan : لیگ برتر فوتبال ایران), ou Coupe du golfe Persique (en persan : جام خلیج فارس), est une compétition annuelle mettant aux prises depuis 1960 les dix-huit meilleurs clubs de football en Iran.
Créé dans les années 1960, le championnat était tout d'abord local, mettant aux prises seulement les clubs de la capitale Téhéran jusqu'en 1970. En 1973, la coupe Takht Jamshid le remplace jusqu'en 1978 et la Révolution iranienne et était considéré comme un vrai championnat national. Après la guerre Iran-Irak, ce n'est qu'en 1989 qu'un championnat national est rétabli. Appelé la première année Ligue Qods, il change de nom l'année suivante pour devenir la Ligue Azadegan en 1991. Cette ligue dure jusqu'en 2001 et l'arrivée du professionnalisme, le championnat change alors de nouveau de nom pour adopter celui de Ligue Pro Iran. Finalement, en 2006, la fédération change une fois encore le nom pour celui de Coupe du golfe Persique.
Le système du championnat s'appuie sur une structure pyramidale par divisions. La Coupe du golfe Persique se trouve au sommet, suivie de la ligue Azadegan (ancien nom de la première division), de la seconde division, de la troisième division puis des ligues locales.

## Mise en place d'un championnat professionnel
L'Iran est l'une des nations phares du football en Asie. Dans les années 1960, différents championnats locaux se déroulent dans le pays, mais il n'existe aucun championnat national, seulement c'est le championnat local de la capitale Téhéran qui, par le biais de ses clubs, fournit la majorité des internationaux de l'équipe d'Iran qui remporte trois fois de suite la coupe d'Asie des nations (1968, 1972 et 1976), par ailleurs le football devient à travers le pays un sport de plus en plus populaire. Par conséquent, la fédération iranienne décide de mettre en place un championnat national au début des années 1970 appelé la coupe Takht Jamshid (référence à Jamshid) sur le modèle des pays européens.
Cette coupe Takht Jamshid débute en 1973, avec des matchs aller-retour, où l'équipe qui obtient le plus de points est déclarée championne. La plupart des clubs sont affiliés au pouvoir politique à l'exception de quelques-uns tels que Persépolis Téhéran qui devient le premier champion dans ce nouveau format. Malgré sa popularité, le championnat prend fin lors de la Révolution iranienne en 1978. Après cet évènement, c'est la guerre Iran-Irak qui retarde la mise en place d'un nouveau championnat et ceci durant les années 1980.
Ce n'est qu'à partir des années 1990 qu'un nouveau championnat est remis en place, cette fois-ci sous le nom de Ligue Qods, puis en 1991 la Ligue Azadegan en référence aux prisonniers de guerre iraniens. Durant cette décennie, le championnat maintient son bon niveau, ses clubs réalisent de bons parcours en coupes continentales et la sélection nationale parvient à se qualifier pour la Coupe du monde 1998 en France. Le professionnalisme ne fait son entrée qu'à partir des années 2000, en effet en 2001 le championnat est renommé en Ligue Pro Iran pour faire place à l'arrivée du professionnalisme qui a pour but de maintenir le niveau du championnat et éviter la fuite des meilleurs joueurs du pays à l'étranger, mais la première conséquence est l'émergence des clubs hors de la capitale, qui parviennent, avec la victoire du Sepahan Ispahan, à mettre fin à l'hégémonie des clubs de Téhéran qui raflaient tous les titres entre 1996 et 2003. En 2006, la formule reste la même mais le nom de la compétition change pour devenir aujourd'hui la coupe du golfe Persique.

## Histoire

### Avant les années 1970
Avant que l'Iran ne mette en place un vrai championnat national, les clubs participaient à des championnats locaux où deux clubs, Persépolis et Taj, deviennent les plus populaires. En 1960, le Shahin FC remporte le championnat local mais est dissout le 6 juillet 1963 et la plupart de ses joueurs rejoignent Persépolis. Persépolis, Taj, PAS Téhéran et Daraei FC remportent chacun leur tour le championnat local de Téhéran durant cette période. En 1970, le championnat de Téhéran s'ouvre à des clubs d'autres régions, et en raison du succès que prend le football, notamment avec les succès de l'équipe nationale en coupe d'Asie, la fédération réfléchit à installer un vrai championnat national.

### La coupe Takht Jamshid
En 1972, la coupe Takht Jamshid est créée. Le championnat est cette fois-ci réellement national, mais seuls les clubs de la capitale parviennent à inscrire leurs noms au palmarès, dont Persépolis et PAS, qui remportent à deux reprises le championnat. Il dure cinq années avant que la Révolution iranienne n'y mette fin et n'arrête la saison 1978.

### Les années 1980
En raison de la révolution et de la Guerre Iran-Irak, le sport et donc le football ne sont pas les priorités. Les clubs ont peu d'argent et aucun championnat majeur n'a lieu dans cette période, à part quelques compétitions locales. Finalement, ce n'est qu'en 1989 qu'un championnat national est mis en place avec la coupe Qods qui voit le sacre de Esteghlal (ex-Taj) en 1990.

### Ligue Azadegan
En 1991, la Ligue Qods est renommée Ligue Azadegan en l'honneur des prisonniers de guerre iraniens. PAS Téhéran est le premier champion, il s'agit du premier vrai championnat national en Iran depuis plus de dix ans. L'organisation change chaque année avec un nombre de clubs engagés qui diffère. PAS et Saipa dominent la ligue les quatre premières années, en même temps Esteghal Téhéran (1991) et PAS Téhéran (1993) remportent la Ligue des champions de l'AFC, confirmant le bon niveau du championnat. Après le milieu des années 1990, Persépolis et Esteghal sont les deux clubs dominants, et chaque année entre 1996 et 2001 le champion est soit l'un soit l'autre. La majorité des joueurs évoluant en équipe nationale proviennent de ces deux clubs.

### La ligue Pro Iran puis la coupe du golfe Persique
En 2001, le championnat voit le début de l'ère professionnelle. La nouvelle ligue est donc mise en place avec un nouveau nom, ligue Pro Iran, mais l'organisation reste encore amateur et tout n'est pas réuni pour que le championnat soit véritablement considéré comme professionnel. En revanche, les joueurs peuvent gagner leur vie grâce au football et plusieurs clubs régionaux émergent permettant de niveler le niveau de jeu du championnat et de mettre fin à l'hégémonie des clubs de Téhéran. C'est ainsi que Sepahan Ispahan ou Foolad Ahvaz remportent le championnat et que certains clubs de province rachètent les licences des clubs de la capitale, par exemple le PAS Téhéran FC devient le Pas Hamadan. Entre-temps, en 2006, le championnat change de nouveau de nom et devient la Coupe du golfe Persique.

## Les rivalités dans le championnat
Longtemps, les clubs de la capitale Téhéran ont régné sur ce championnat. Par conséquent, les plus chaudes affiches sont des derbys entre clubs de la capitale, notamment l'opposition entre Esteghlal Téhéran et Persépolis FC appelé le derby de Téhéran et qui constitue l'une des affiches de ce championnat. Leur premier affrontement a eu lieu le 5 avril 1968, Esteghlal étant alors connu sous le nom de Taj FC. Il s'agit du grand rendez-vous annuel avec les deux plus grandes bases de supporters du pays, d'un côté l'Esteghlal, considéré comme le club de la bourgeoisie et de l'élite de la société, et de l'autre Persépolis comme celui des classes moyennes. Lors du derby de 1995, alors que Persépolis menait 2-0 à la 80e minute, deux pénalties sont sifflés en faveur d'Esteghlal qui lui permettent d'égaliser. C'est alors que le terrain fut envahi par les supporters de Persépolis et des affrontements éclatèrent entre supporters et joueurs. Depuis, les arbitres sélectionnés pour ce derby ne sont plus iraniens mais viennent de l'étranger pour éviter toute suspicion sur le corps arbitral. Mais en 2000, le derby ne fut pas épargné par la violence, avec 60 arrestations (dont six joueurs) et des conséquences dans la rue (transports en commun brûlés, magasins vandalisés).
Depuis l'arrivée du professionnalisme, de nombreux clubs hors capitale ont pu alors atteindre le haut du classement, c'est ainsi que des derbys entre clubs de même ville deviennent peu à peu de vraies affiches comme celui de la ville d'Ispahan entre Sepahan Ispahan et Zob Ahan FC. Enfin, en raison de la domination des clubs de Téhéran, chaque rencontre les mettant aux prises avec des clubs hors capitale constitue pour ces derniers un véritable défi à relever.

## Format de la compétition et sponsors

### Compétition
Il y a dix-huit clubs au sein de la première division du championnat. La saison débute en août pour se terminer en mai avec des matchs aller-retour entre chaque club de la division, c'est-à-dire un match à domicile et un match à l'extérieur, ce qui donne donc 34 matchs à disputer pour chaque club (donc un total de 306 matchs toutes équipes confondues). Trois points sont attribués au vainqueur d'un match, un point si le club obtient un match nul et zéro point en cas de défaite. Le classement général s'établit en fonction des points obtenus, ainsi l'équipe qui termine avec le plus grand nombre de points est déclarée championne. En revanche, les deux équipes ayant le moins de points doivent disputer des play-offs contre les deux premiers de la seconde division en fin de saison pour déterminer les montées et les descentes.

### Qualifications en compétitions continentales
Quatre équipes d'Iran peuvent participer chaque année à la Ligue des champions : le vainqueur du championnat ainsi que les deuxième et troisième du classement final et le vainqueur de la coupe d'Iran. Si le vainqueur de la Coupe se classe parmi les trois premiers, c'est le quatrième du championnat qui obtient son billet pour la compétition continentale.

### Sponsors
Depuis la fondation de la ligue Pro Iran en 2001 et l'arrivée du professionnalisme, la ligue ne dispose pas de sponsors du secteur privé, mais elle reste aidée et soutenue par le pouvoir politique et le gouvernement iranien sur fonds d'aides tels que les subventions publiques.

## Couverture médiatique
La chaîne nationale publique Channel 3 et internationale IRIB 2 diffusent toutes deux certains matchs de la ligue, en raison de la popularité des équipes de Téhéran que sont Persépolis et Esteghlal dont chaque match est diffusé par IRIB 2. Les clubs ne reçoivent pas directement le financement des droits de télévision, qui sont gérés par le gouvernement iranien qui redistribue ensuite la somme, non sans mal étant donné la faible rentabilité des droits télés pour les clubs iraniens qui ont du mal à s'exporter à l'étranger[réf. nécessaire].

## Records

### Clubs
- Plus grand nombre de titres :

| Rang | Ville                  | Titres |
| 1.   | Persépolis Téhéran     | 16     |
| 2.   | Esteghlal Téhéran      | 9      |
| 3.   | PAS Téhéran            | 7      |
| 4.   | Sepahan Ispahan        | 5      |
| 5.   | Saipa Karaj            | 3      |
| 6.   | Foolad Ahvaz           | 2      |
| 7.   | Esteghlal Khuzestan FC | 1      |
| 7.   | Tractor SC             | 1      |

### Joueurs
- Meilleur buteur : Arash Borhani, 89 buts.